# Флаг Ярославского сельского поселения (Чувашия)
Флаг муниципального образования Яросла́вское се́льское поселе́ние Моргаушского района Чувашской Республики Российской Федерации — опознавательно-правовой знак, служащий официальным символом муниципального образования.
Флаг утверждён 23 марта 2011 года решением Собрания депутатов Ярославского сельского поселения № С-5/4 и 2 ноября 2011 года внесён в Государственный геральдический регистр Российской Федерации с присвоением регистрационного номера 7148.

## Описание
«Прямоугольное полотнище с отношением ширины к длине 2:3, воспроизводящее композицию герба Ярославского сельского поселения в зелёном, белом, жёлтом и красном цветах».
Геральдическое описание герба гласит: «В зелёном поле крест из золотых цветущих серебряными с золотыми серединами цветами ветвей черёмухи, посередине которого в заполненном червленью кольце золотой след медвежьей лапы; все сопровождается двумя серебряными, возникающими наполовину по сторонам навстречу друг другу лебедями с опущенными вниз крыльями, переплетающимися шеями поверх нижней части верхней стороны креста».

## Обоснование символики
Флаг составлен на основании герба Ярославского сельского поселения по правилам и соответствующим традициям вексиллологии и отражает исторические, культурные, социально-экономические, национальные и иные местные традиции.
В основу композиции положена идея прославления мужества, героизма, трудолюбия народа, проживающего в этом крае.
Два летящих друг к другу лебедя, крылья которых символизируют уроженца деревни Лебёдкино Васильева Бориса Михайловича, за героические подвиги в Великой Отечественной войне удостоенного звания Героя Советского Союза. Окончив школу военных лётчиков, командир истребительного авиационного полка подполковник Б. М. Васильев воевал с 1941 по 1945 год и закончил войну в небе над Берлином.
Белый лебедь — символ возрождения, чистоты, целомудрия, благородства, мудрости, поэзии и мужества, совершенства.
В старину люди часто рассказывали легенды и сказки в благодарность за доброе дело, потому что дорожили устным творчеством, в котором жила народная мудрость. Особенно поэтична и прекрасна легенда чувашского народа о появлении на небе Млечного Пути, который местные называют Хургайк-Сюле, что означает в переводе на русский — Дорога Лебедей. Древняя легенда рассказывает, как днём и ночью летели лебеди с севера на юг, потому что зима за ними гналась, отставая от птиц только на один рассвет. Ночь сменялась днём, день ночью, и все было хорошо в полёте. Но вдруг вожак стаи хургайк услышал крик лебедя, похожий на стон, и понял, что кто-то в стае ранен, но инстинкт подсказывал ему оставить несчастного и уводить от опасности других. Ведь замешкаешься — вся стая пропадёт. А раненая птица падала и падала: и подруги ничем не могли помочь ей. Каждая из них лишь оставила в небе несколько своих пушинок, чтобы птица по ним, если поправится, могла бы потом найти путь к ним. С тех пор и светятся пушинки, как звёзды, образуя дорогу Хургайк-Сюле.
В этой легенде отразилась мечта народа по светлому будущему, надежда на лучшую долю на Земле. Она прекрасна, прежде всего потому, что в ней говорится о такой дружбе, сила которой создает звезды.
Четыре ветви цветущей черёмухи символизируют также крылья мельницы. Жители сёл и деревень, занимаясь земледелием, славились своим трудолюбием; в XIX веке применяли ручную, водяную, ветряную мельницу.
Черёмуха всегда символизировала начало весны. Она первая начинает распускаться после долгой и холодной зимы, радует всех своим цветением, помогает любить жизнь.
Изображение в круге медвежьей лапы, аллегорически отражает название поселения — на флаге города Ярославль изображён медведь с секирой. Старожилы рассказывали, что первые поселенцы пришли сюда из этого города. Вместе с тем существовало поверье, что медвежья лапа оберегает домашний скот от диких хищников, поэтому каждый владелец скота желал иметь такой амулет.